# Chaetopterus
Chaetopterus (лат.) — род морских многощетинковых червей из семейства Chaetopteridae.

## Описание
Тело Chaetopterus состоит из многочисленных члеников и разделено по длине на несколько отделов, различно устроенных; на голове находятся 2 длинных усика. В переднем отделе тела параподии (боковые выступы тела) простые; в среднем и заднем они разделяются на две ветви и в среднем отделе снабжены большими крылообразными спинными придатками. Chaetopterus живут в пергаментообразных трубках и обладают способностью светится. Встречаются Chaetopterus в различных морях и океанах.

## Классификация
На сентябрь 2024 года в род включают 23 вида:
1. Chaetopterus aduncus Nishi et al., 2009
2. Chaetopterus antarcticus Kinberg, 1867
3. Chaetopterus brevis Lespés, 1872
4. Chaetopterus bruneli Moore, Gagnon & Petersen, 2020
5. Chaetopterus capensis Stimpson, 1856
6. Chaetopterus cautus Marenzeller, 1879
7. Chaetopterus charlesdarwinii Nishi et al., 2009
8. Chaetopterus dewysee Tilic & Rouse, 2020
9. Chaetopterus galapagensis Nishi et al., 2009
10. Chaetopterus gregarius Nishi et al., 2001
11. Chaetopterus izuensis Nishi, 2001
12. Chaetopterus japonicus Nishi, 2001
13. Chaetopterus longipes Crossland, 1904
14. Chaetopterus luteus Stimpson, 1856
15. Chaetopterus macropus Schmarda, 1861
16. Chaetopterus pacificus Nishi, 2001
17. Chaetopterus pergamentaceus Cuvier, 1830
18. Chaetopterus pergamentaceus Cuvier, 1830
19. Chaetopterus pugaporcinus Osborn et al., 2007
20. Chaetopterus qiani Sun & Qiu, 2014
21. Chaetopterus sarsii Boeck in Sars, 1861
22. Chaetopterus takahashii Izuka, 1911
23. Chaetopterus variopedatus (Renier, 1804)